# Stazione di Cassano Irpino
La stazione di Cassano Irpino è una fermata ferroviaria ubicata lungo la linea Avellino-Rocchetta Sant'Antonio. Serve il centro abitato di Cassano Irpino ed è situata nei pressi della ex strada statale 164.

## Storia
La fermata, originariamente una stazione, venne attivata insieme alla parte centrale della ferrovia da Paternopoli a Monteverde il 27 ottobre 1895. Aveva un discreto traffico passeggeri, diminuito con l'avvento del trasporto su gomma.
Nel 1987 divenne una fermata impresenziata. L'esercizio ferroviario sulla linea è stato sospeso il 12 dicembre 2010, quando a Cassano Irpino fermavano ancora 3 treni al giorno, principalmente al servizio di studenti, e riattivato a partire dal 2016 per treni turistici. Negli anni 2020, la fermata di Cassano Irpino torna ad essere occasionalmente servita dai treni storici di Fondazione FS Italiane, spesso in occasione di sagre ed eventi nelle località limitrofe.

## Strutture e impianti
La fermata è dotata di un binario passante dotato di marciapiede per il servizio passeggeri.
A seguito del terremoto del 1980, che sconvolse le zone dell'Irpinia, il fabbricato viaggiatori, danneggiato, venne sostituito con una struttura prefabbricata ancora oggi visibile e il secondo binario, originariamente presente, venne rimosso.